# NGC 1635
NGC 1635 (również PGC 15773 lub UGC 3126) – galaktyka spiralna z poprzeczką (SB0-a), znajdująca się w gwiazdozbiorze Erydanu. Odkrył ją William Herschel 1 stycznia 1786 roku.